# Guillaume André Villoteau
Guillaume André Villoteau (19 de septiembre de 1759, Bellême, departamento de Orne-27 de abril de 1839, Tours) fue un musicólogo y etnomusicólogo francés, hijo de un profesor. Está considerado como el fundador de la etnomusicografía.

## Biografía
Después de haber perdido a su padre a los tres años y medio, fue admitido algún tiempo después, como chico de coro, en la colegiata de Le Mans, e hizo sus primeros estudios literarios y musicales en la escuela de la catedral. Perseguido por las obsesiones de sus parientes para que entrara en el seminario y se convirtiera en sacerdote, tomó la resolución de huir y de viajar como un erudito músico de la iglesia, lo que se llamaba entonces vicario; Pero pronto agotado de este tipo de vida, se unió al cuerpo de dragones (municipio italiano). El deseo de adquirir aprendizaje lo llevó a la universidad de Montaigu con el fin de tomar por dos años un curso de filosofía, luego, a París, donde asistió, durante otros tres años, a las lecciones de los doctores La Hogue y Asseline en la Sorbona. Después de haber recibido las órdenes eclesiásticas, se asoció con el coro de la catedral de París. El pequeño gusto que siempre había tenido por el estado eclesiástico lo hizo abandonarlo para entrar en 1792 en el coro de la Ópera, donde estaba de líder del coro.  Villoteau dejó esta posición en el año VI de la República [1797], para unirse a un grupo de eminentes eruditos traídos a Egipto por el general Napoleón Bonaparte. 
Su objetivo era reunir hechos y materiales relacionados con la música de los diversos pueblos orientales que se mezclaban en el suelo de Egipto, en particular los árabes, los coptos, los monjes griegos y los armenios. Después del asesinato de Kleber (14 de junio de 1800), Villoteau se convirtió en secretario general de Menou durante la última fase de la campaña en Egipto [3] .Amueblado con una abundante cosecha de notas, tratados musicales e instrumentos, volvió a París en el año VIII [1799], y se puso a trabajar arduamente en la parte que proporcionaría a la gran obra, la Description de l ‘Égypte. Durante varios años se dedicó a investigar en las grandes bibliotecas de París los documentos adecuados para llenar las lagunas de sus investigaciones en Egipto y obtener de la amistad de los estudiosos orientalistas: Silvestre de Sacy, Herbin y Sédillot, traducciones de los tratados originales de la música oriental. Estas investigaciones aparecieron sucesivamente en los volúmenes de la Description de l ‘Égypte. Las distintas partes de la obra de Villoteau son:
1. Tratado sobre la música de los antiguos egipcios.
2. Tratado sobre los diversos tipos de instrumentos musicales que se encuentran entre las esculturas que adornan los antiguos monumentos de Egipto, y los nombres que se les dieron, en su propio idioma, los primeros pueblos de este país.
3. Sobre el estado actual del arte musical en Egipto, o cuenta histórica y descriptiva de las investigaciones y observaciones hechas sobre la música en este país.
4. Descripción histórica, técnica y literaria de los instrumentos musicales de los orientales.

Las demás obras de Villoteau, teniendo como objeto el informe del estado actual de la música de los diferentes pueblos que viven en Egipto, tienen el beneficio de apoyarse en los hechos obvios; Y como el autor ha unido un conocimiento muy extenso con una erudición profunda y variada, ha dado valiosa información sobre la música de los Orientales que corrige el incompleto o las falsas nociones que hemos recibido.  Su obra sobre el canto de la Iglesia griega merece particularmente elogios. Este erudito había preparado otro tratado sobre la naturaleza y el carácter de varios tipos de cánticos y de poesía en uso en el antiguo Egipto; Pero no pudo insertarla en la descripción de este país, porque la comisión encargada de la publicación de esta gran obra la consideró demasiado conjetural. Para completar por fin la tarea que había emprendido con respecto a la música de los orientales, estaba dispuesto a editar un diccionario sobre todo lo que se refería a la teoría y práctica de esta música con la traducción y explicación de términos técnicos de árabe, turco, persa, etíope, armenio y música griega moderna; Sin embargo, sólo dejó la colección de materiales para este trabajo.
Villoteau había leído, sobre la Société libre des sciences et arts de Paris, Tratado sobre la posibilidad y utilidad de una teoría exacta de los principios naturales de la música; Esta pequeña obra, que era sólo el preludio de una obra mucho más considerable, apareció en París. El libro que fue sólo la introducción, fue publicado posteriormente bajo el título: Researches on the analogy of music with the arts which have as their object the imitation of language in order to serve as an introduction to the study of the natural principles of this art  (Investigaciones sobre la analogía de la música con las artes que tienen como objeto La imitación del lenguaje para servir de introducción al estudio de los principios naturales de este arte).
Villoteau, no más que los que le precedieron en esta doctrina, no percibió que reducir la música al principio de la imitación significa sacar de ella lo sublime del ideal para reducirlo al empirismo; significa bajarla en el deseo de levantarla; significa estrechar el dominio que se propone agrandar. El canto declamado es, sin duda, parte de este arte, y la verdad del acento es uno de los elementos de su estética; Pero esto es sólo un punto en su inmensidad.  Una de sus ideas favoritas es la de reformar la música para hacerla guardiana de la moral: esta idea se toma prestada de la antigüedad; pero, de nuevo, se equivoca, porque la música no gobierna la moral; sus diversas características son, por el contrario, el producto, y sus sucesivas transformaciones están en relación necesaria con las transformaciones de la sociedad.
Había sido nominado como miembro del Institut de l'Égypte y por la comisión de la gran obra sobre este país, decretada por el gobierno. En sus relaciones con sus colegas, pronto se encontró a gusto. La mayoría de estos eruditos eran hombres del mundo, acostumbrados a los negocios y hábiles en aprovecharse de su posición. La propensión a la soledad y la total ignorancia del mundo le hicieron bastante inepto para llevarse bien con ellos.  Se puso sospechoso, injusto hacia varios de sus colegas que eran más felices y más hábiles; él los culpó de su infelicidad, y esta idea lo siguió hasta la tumba.
En 1809 se retiró a Mazeraies, un lugar de Savonnières del cual los cuales fue alcalde durante el período de 1813 a 1815 . Villoteau despojado, desposeído se vio obligado a retirarse a una casa en Tours, donde fundó la primera escuela libre y, donde vivía con una modesta pensión, sostenida por la estima pública para él.
Luego comenzó de nuevo sus obras de música. Las mismas ideas que le habían dirigido en la concepción de sus Investigaciones sobre la analogía de la música con las artes que tienen como objeto la imitación del lenguaje, lo guiaron en la edición de un nuevo libro al que dio el título de Treatise on phonethesia.
En sus últimos años, tradujo al francés los siete autores griegos de la música publicados por Meibom, y les añadió algunos comentarios: tuvo el tiempo para completar esta gran obra. Los manuscritos de los textos griegos, la versión latina y la traducción francesa con notas fueron adquiridos por la biblioteca del Conservatorio de París.

## Escritos (selección)
- Recherches sur l'analogie de la musique avec les arts, v. I y v. II, Paris: Imprenta Impériale, 1807

- «Dissertation sur les diverses espèces d'instruments de musique que l'on remarque parmi les culptures qui décorent les antiques monuments de l'Égypte». En: Description de l'Égypte, Paris: Prunelle, Imprenta Impériale, 1809, p. 181.

- Description historique, technique et littéraire des instruments de musique des Orientaux, Paris: Imprenta Impériale, 1813

- «De l'état actuel de l'art musical en Egypte. Relation historique et descriptive des recherches et observations faites sur la musique en ce pays». En: Description de l'Égypte, Paris: Panckoucke, 1827.

- Musique de l'antique Egypte, Bruxelles: Degreef-Laduron, 1830.